# Sierra del Bacatete

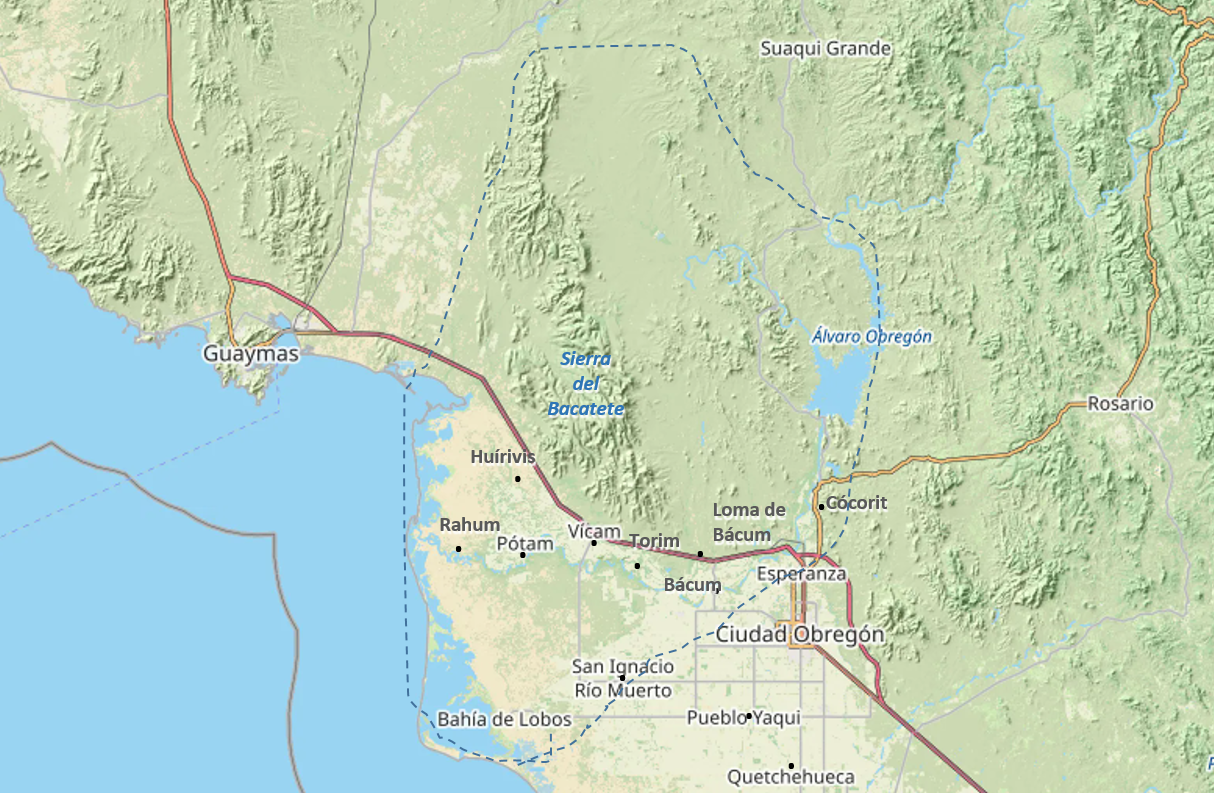
Nación Yaqui

La Sierra del Bacatete es una región que corresponde a un macizo montañoso de origen ígneo extrusivo, en el cual existen pinturas rupestres. Se encuentra en los municipios de Empalme y Guaymas en el Estado de Sonora, México. Es una de las tres zonas que forman parte del territorio Yaqui que comprende tres zonas claramente diferenciadas: una zona serrana (Sierra del Bacatete), una zona pesquera (Guásimas y Bahía de Lobos) y tierras de cultivo (el valle del Yaqui) 
En función a la presencia de oasis con plantas y animales de origen neotropical comprende dos cuerpos topográficos, el septentrional con predominio de matorral subtropical y el meridional con matorral sarcocaule, aunque lo accidentado de la topografía favorece condiciones micro-ambientales particulares con profundos cañones con agua permanente y muchos elementos tropicales, incluyendo pequeños manchones de selva baja.
En él se pueden encontrar grandes depredadores como puma y jaguar.
Las Sierra del Bacatete tiene un clima muy árido, cálido, temperatura media anual mayor de 22 °C, temperatura 61% del mes más frío mayor de 18 °C; lluvias de verano. 
La región se ubica en la transición entre la zona árida y el trópico seco. Los principales tipos de vegetación y uso del suelo representados en esta región, así como su porcentaje de superficie son el Matorral sarcocaule Vegetación arbustiva de tallo carnoso y tallos con corteza 58% papirácea. De zonas áridas y semiáridas, matorral subtropical vegetación de zonas de transición de selvas bajas caducifolias y 35% matorral árido. En zonas más bajas de los 800 m, vegetación dominada por mezquites, suelen sobrepasar los 4 m y 7% crecer en suelos profundos.posee una afectación significativa derivada de la ganadería extensiva.
Es un corredor biológico que permite la interacción entre la biota de la zona árida y la del trópico seco.
Se dice que existen 80 ojos de agua u oasis con plantas y animales tropicales en un entorno predominantemente árido.  Es una zona de transición en la que hay mezcla de elementos del matorral subtropical y del desierto sonorense. 
Las comunidades vegetales encontradas corresponden a matorral espinoso (matorral espinoso de pié de monte y matorral espinoso costero) y matorral del desierto sonorense. Se registraron un total de 148 especies de plantas, distribuidas de la siguiente manera: 84 especies de árboles y arbustos, 46 de plantas herbáceas (de temporada, rastreras y enredaderas), así como 18 especies de otro tipo de plantas como magueyes y cactáceas. 
La fauna la componen el sapo, tortuga del desierto, perrita, camaleón, achorón, coralillo, chicotera, víbora de cascabel, venado, berrendo, puma, lince, jabalí, mapache, tejón, liebre, conejo, zorra, tórtola turca, lechuza, tecolote, cuervo, gavilán, aguililla, correcamino entre otras
El crecimiento de la población es limitado y se da básicamente en las partes bajas. 
La historiadora y Antropóloga del Instituto Nacional de Antropología e Historia (INAH), Raquel Padilla Ramos dijo: “La sierra del Bacatete es un punto geográfico emblemático para casi cualquier sonorense. Para los yaquis significa mucho más que eso, es tierra sagrada, depositaria de su historia de resistencia, y es morada de héroes”.
- Datos: Q17630196